# آلموست هیومن
آلموست هیومن (به انگلیسی: Almost Human) (به فارسی: تقریباً انسان) سریال آمریکایی است که از ۱۷ نوامبر ۲۰۱۳ تا ۳ مارس ۲۰۱۴ از شبکه فاکس پخش شد. این سریال توسط جی. اچ. وایمن برای برادران وارنر و بد روبات خلق شده‌است. جی. اچ. وایمن، جی. جی. آبرامز و برایان بورک هر سه کارگردانان این سریال هستند.

## داستان
سریال در ۳۵ سال آینده (سال ۲۰۴۸) اتفاق می‌افتد که ربات‌های انسان نما با افسران اداره پلیس لس‌آنجلس برابری و همکاری می‌کنند. شخصیت اصلی سریال که از روبات‌ها تنفر دارد، با یک ربات با احساس همکار می‌شود.

## بازیگران
- کارل اوربان در نقش جان کنکس
- لیلی تیلور در نقش کاپیتان مالدونادو
- مکنایز کروک در نقش رودی لام
- مایکل ایلی در نقش دوریان
- مایکل اربی در نقش ریچارد پاول
- مینکا کلی در نقش ولری استل